# Sibirisk gråsnäppa
Sibirisk gråsnäppa (Tringa brevipes) är en fågel i familjen snäppor inom ordningen vadarfåglar. Den häckar i bergstrakter i Sibirien och flyttar vintertid till kuster i Sydostasien och Australien. Mycket sällsynt har den även observerats i Nordamerika och västra Europa, däribland med ett fynd i Sverige. Arten är relativt fåtalig, men beståndet anses vara stabilt.

## Utseende och läte

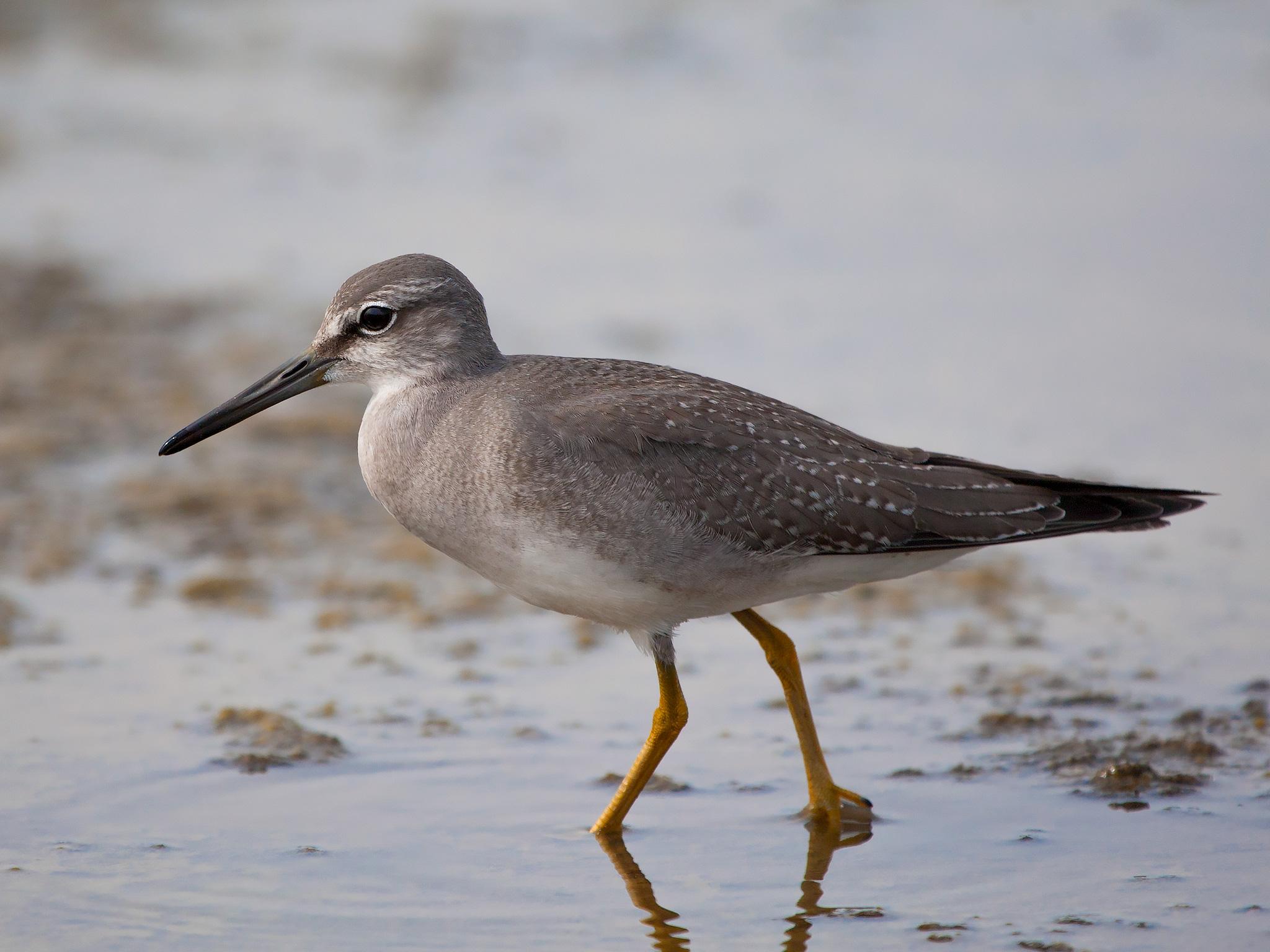
Sibirisk gråsnäppa i vinterdräkt

Den sibiriska gråsnäppan är nära släkt med dess nordamerikanska motsvarighet amerikansk gråsnäppa och är svår att i fält skilja från denna art. Båda gråsnäpporna är unika inom släktet Tringa genom att ha omönstrade gråaktiga vingar och rygg, och ett fjälligt bröstmönster som mer eller mindre löper till buken i häckningsdräkt, där båda könen har en ganska framträdande ögonbrynsstreck.
Dessa fåglar liknar rödbenan i form och storlek. Ovansidor, vingundersidor, ansikte och nacke är gråa, och buken är vit. De har korta gulaktiga ben och en näbb med en blek näbbrot och mörk topp. Deras ögonbrynstreck är svaga.
De morfologiska skillnaderna mellan amerikansk och sibirisk gråsnäppa är enbart detaljer som längden på näbbfåran och måtten på tarsen. Det som tydligast skiljer arterna åt är lätet, där sibirisk gråsnäppa har en tvåstavig vissling, medan amerikansk gråsnäppa har en porlande drillning.

## Utbredning
Sibirisk gråsnäppa är en flyttfågel som häckar i bergstrakter i Sibirien. Den övervintrar på leriga och sandiga kuster från sydöstra Asien till Australien. De är mycket sällsynta gäster i västra Nordamerika och västra Europa. I Sverige har den påträffats en gång, den 12 juli 2003 på Öland.

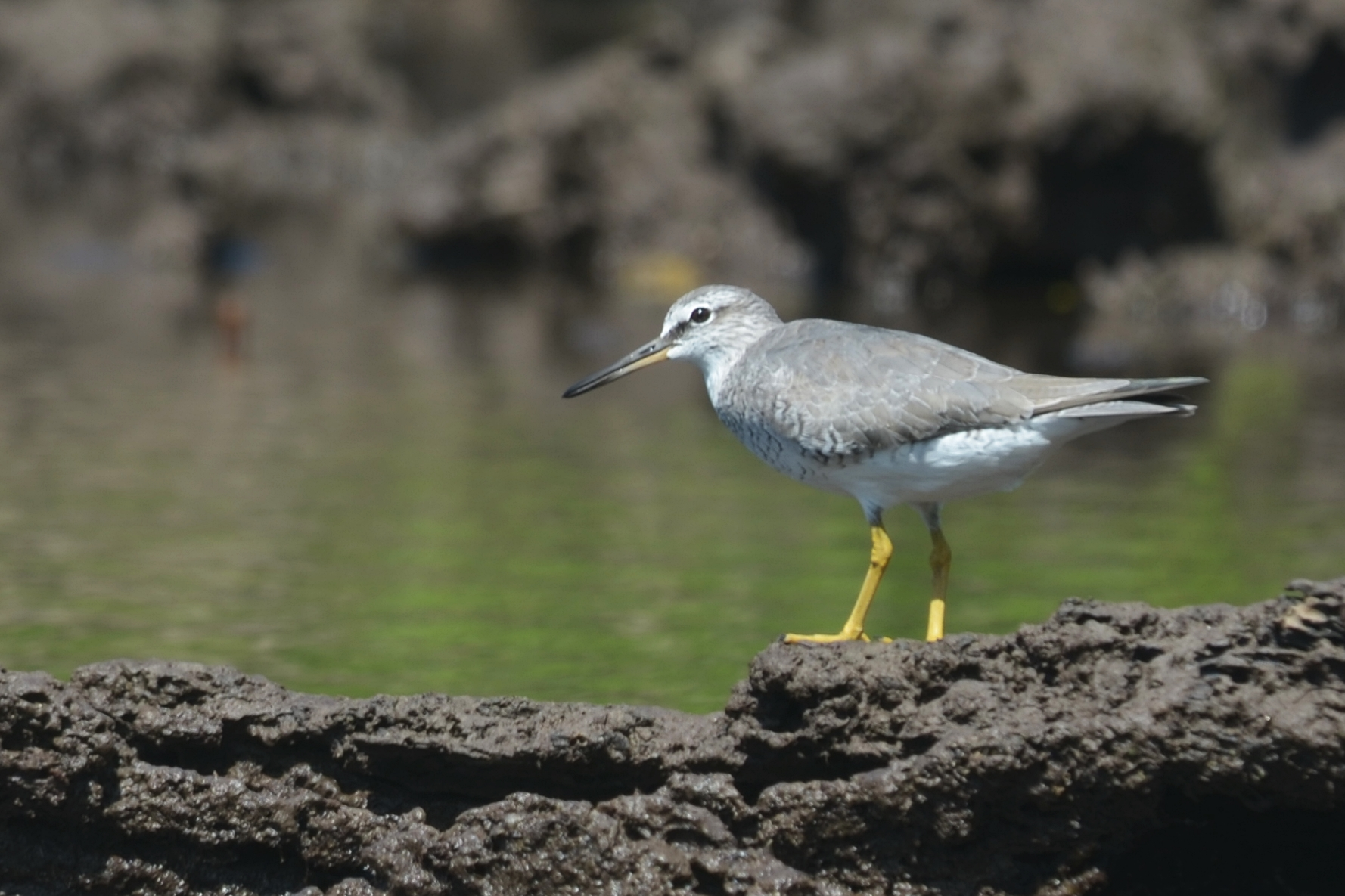
Sibirisk gråsnäppa övervintrande på Sulawesi i Indonesien.

## Systematik
Sibirisk gråsnäppa har tidigare betraktats som underart till amerikansk gråsnäppa (T. incana) och de båda har också förts till det egna släktet Heteroscelus. Efter genetiska studier förs de idag till det större släktet Tringa.

## Ekologi
Häckningsmiljön är steniga flodbäddar i nordöstra Sibirien. Boet byggs på marken, men dessa fåglar brukar ofta sitta i träd. Ibland använder de också gamla bon från andra fåglar. 
Sibiriska gråsnäppor är inte speciellt sällskapliga fåglar och ses sällan i stora flockar. Arten födosöker på marken eller i vattnet och plockar upp mat när de ser den. Dess föda består av insekter, kräftdjur och mindre ryggradslösa djur.

## Status och hot
Arten har ett stort utbredningsområde, men världspopulationen uppskattas till endast mellan 42 000 och 47 000 häckande individer. Beståndet anses dock vara stabilt. IUCN kategoriserar arten som livskraftig (LC).